# クィーン (映画)
『クィーン』（原題: The Queen）は、2006年のイギリス映画。1997年8月31日のダイアナ元皇太子妃の突然の交通事故死の最中にある当時のイギリス王室が直面した危機を描いた作品である。監督はスティーヴン・フリアーズ、主演はヘレン・ミレン。エリザベス2世を演じ、ヴェネツィア国際映画祭の女優賞を受賞するなどの高い評価を得ている。共演にトニー・ブレアを演じたマイケル・シーンなど。シーンは、フリアーズ監督の過去のテレビ作品でもブレア首相を演じている。またヘレン・ミレンもこの映画に先立ち、テレビミニシリーズ『エリザベス1世 〜愛と陰謀の王宮〜』でエリザベス1世も演じている。

## 概要
今作は第63回ヴェネツィア国際映画祭に出品され、プレミア上映された。エリザベス2世を演じたヘレン・ミレンと本作品は高い評価を受け、女優賞と脚本賞を受賞する。上映後、15分間のスタンディング・オベーションを受け、最高賞にあたる金獅子賞でも最有力作品とも言われた。
全米で公開された際も批評家から熱狂的な支持を得たほか、第79回アカデミー賞では作品賞、監督賞、脚本賞、主演女優賞、衣装デザイン賞、作曲賞の合計7部門にノミネートされ、最終的には主演女優賞を受賞する。エリザベス女王とブレア首相本人もこの受賞を祝した。
キャッチコピーは「全世界が涙したその日、ただ一人、涙を見せなかった人がいた」。

## ストーリー
1997年5月、総選挙で労働党が勝利して政権交代することとなり、党首のトニー・ブレアが首相任命と組閣要請を受けるため、バッキンガム宮殿に居住する女王エリザベス2世の元に謁見に訪れる、憲法や伝統の大改革をマニフェストに掲げたブレアと、リベラルなシェリー夫人との面会は、ぎこちないものに終わった。
その年の8月31日未明、ダイアナ元皇太子妃の乗った車がパパラッチを猛スピードで振り切ろうとしてパリで交通事故死する。折しもバルモラル城で静養中であったエリザベス2世は、ダイアナについて“既に王室を去った民間人”と見なしており、これは国事ではなく家族の私的なできごとであるとして何の言論も発表せず、母を亡くした孫をマスコミや国民の狂騒から守るために王太后や夫のエディンバラ公と共に、ロンドンに戻ることなくバルモラルに留まり続ける。一方、バッキンガム宮殿の献花の列はやまず、国民の追悼の思いは熱を増す一方であった。ブレア政権のスピーチライターであるキャンベル補佐官はダイアナの人気に着目。ブレアはダイアナを「国民のプリンセス」としてその死を悼む演説をして、国民の心を掴む。ダイアナの遺体を引き取りにパリに飛んだチャールズ皇太子は、パリでダイアナがいかに敬愛されているかを目の当たりにし、エリザベス2世ら両親、祖母の態度に疑問を抱き、同世代で話の合うブレアに接近する。
女王の頑なな態度を冷酷と受け止めた国民の不満は高まり、王制廃止を要求する声まであがるようになる。女王はエドワード8世の王冠をかけた恋による混乱と、それに翻弄された父ジョージ6世が寿命を縮めたことを経験しており、ダイアナ死去から始まる国民の熱狂の中で伝統遵守と現実的対応のはざまで困惑していた。王室と国民の間を橋渡ししようとするブレアは首相の責務として、エリザベス2世にバッキンガム宮殿などへの半旗掲揚、ロンドンへの帰還、ダイアナの死を悼む言葉の発表を助言する。ついに女王は助言を受け入れ、ロンドンに帰還。ダイアナの死から5日後の9月5日にテレビ生中継で哀悼のメッセージを送ったエリザベス2世の崇高な態度は国民の心を打った。
2ヵ月後、国政の報告のためにブレアはエリザベス2世のもとに再び参内するが、国民を思い行動した女王と女王を思い行動したブレアのわだかまりはすっかり消えており、宮殿の庭には談笑しながら散歩する2人の姿が有った。

## キャスト
エリザベス2世
演 - ヘレン・ミレン、日本語吹替 - 倉野章子
イギリスの女王。首相以下全ての人間は彼女の前では「いい子」を演じなければならない不文律があり、第二次世界大戦より現代まで守られてきた（ただ一人だけ人間として存在した女性を除けば）。それが却って周囲からその心底を斟酌され続ける。「国民を信じ、同時に信頼される英国王室でなければならない」とする信念の持ち主。ダイアナの死を報じるマスメディアの動きを「一部の人間が扇動した結果だ」と考えており、「大多数の国民は冷静にダイアナの死に接する」と考えている。
トニー・ブレア
演 - マイケル・シーン、日本語吹替 - 咲野俊介
第73代イギリス首相。世論の動きを正確に把握し、ダイアナの死を労働党政権での自らの人気高揚に利用する。王室のかたくなな態度が国民の王室に対する反感を強めることを危惧しており、時代に即した対応を王室がとるよう願っている。信念の人である女王に接することでストレスを感じる一方、その心情にも理解を示し、また敬意をもっている。環境の変化を楽しめる精神的な若さを備えている。
エディンバラ公フィリップ
演 - ジェームズ・クロムウェル、日本語吹替 - 田原アルノ
エリザベス2世王配（夫）。ダイアナを「王室の権威を汚した者」としてひどく嫌っている。また、ダイアナの死をめぐる報道にもうんざりしており、気晴らしのために孫を連れて鹿狩りに出かける。妻の女王にやたらと干渉する首相ブレアのことを不快に思っている。
シェリー・ブレア
演 - ヘレン・マックロリー
ブレア首相の妻。特権階級へ素直に疑問をもつ有識者リベラル階層の一人。保守的な王室が民心を失う様子と、そのため首相を務める夫が汗をかく姿を野次馬的に見ている。参内した際には、明らかにぞんざいな挨拶をして女王を不快にさせた。
チャールズ皇太子
演 - アレックス・ジェニングス
イギリス皇太子。ダイアナの元夫で女王の長男。ダイアナのことは離婚後も評価している。母親である女王の姿勢を時代遅れと考えており、ブレアに同調する。ダイアナの死を悼む言動をおこない、国民にアピールしようとする。
王太后
演 - シルヴィア・シムズ
前王ジョージ6世の王妃でエリザベス2世の母。エディンバラ公と共に王室内の保守派として描かれている。娘のエリザベス2世に対して世論に屈しないように忠告し、毅然とした態度をとり続けるよう求める。
※当時のニュース映像の引用という形で、出演した実在の人物。
ビル・クリントン
ネルソン・マンデラ
ルチアーノ・パヴァロッティ
エルトン・ジョン
トム・クルーズ
ニコール・キッドマン
スティーヴン・スピルバーグ

## 主な受賞
- アカデミー賞：主演女優賞
- 英国アカデミー賞：作品賞、主演女優賞
- ボストン映画批評家協会賞：主演女優賞
- 英国インディペンデント映画賞：脚本賞
- 放送映画批評家協会賞：主演女優賞
- セントラル・オハイオ映画批評家協会賞：主演女優賞
- シカゴ映画批評家協会賞：主演女優賞、脚本賞
- ヨーロッパ映画賞：主演女優賞、音楽賞
- イヴニング・スタンダード英国映画賞：脚本賞
- フロリダ映画批評家協会賞：主演女優賞
- ゴールデングローブ賞：主演女優賞（ドラマ）、脚本賞
- ゴヤ賞：外国映画賞
- カンザスシティ映画批評家協会賞：主演女優賞、助演男優賞
- ラスベガス映画批評家協会賞：主演女優賞
- ロンドン映画批評家協会賞：英国主演女優賞、英国監督賞、英国作品賞、脚本賞
- ロサンゼルス映画批評家協会賞；女優賞、助演男優賞、脚本賞、音楽賞
- ナショナル・ボード・オブ・レビュー：主演女優賞
- 全米映画批評家協会賞：主演女優賞、脚本賞
- ニューヨーク映画批評家協会賞：主演女優賞、脚本賞
- オンライン映画批評家協会賞：主演女優賞
- フェニックス映画批評家協会賞：主演女優賞
- サンディエゴ映画批評家協会賞：主演女優賞
- サンフランシスコ映画批評家協会賞：主演女優賞
- サテライト賞：主演女優賞、脚本賞
- 全米映画俳優組合賞：主演女優賞
- トロント映画批評家協会賞：作品賞、監督賞、主演女優賞、助演男優賞、脚本賞
- バンクーバー映画批評家協会賞：主演女優賞
- ヴェネツィア国際映画祭：女優賞、金オッゼラ賞 (脚本)
- ワシントンD.C.映画批評家協会賞：主演女優賞
- ワールド・サウンドトラック賞：映画賞